# Florian (cantante)
Florián Fernández Capello (Boedo, Buenos Aires, 11 de marzo de 1995), conocido simplemente como Florian (estilizado en mayúsculas como FLORIAN), es un cantante, músico y compositor argentino.
Fue guitarrista de Callate Mark desde 2008 hasta la disolución de la banda en 2019. Desde 2015 es guitarrista de Los Fabulosos Cadillacs y actúa en solitario desde 2019.

## Biografía
Florián Fernández Capello nació el 11 de marzo de 1995 en el barrio de Boedo de Buenos Aires, Argentina, como el primer hijo del matrimonio entre el músico argentino Gabriel «Vicentico» Fernández Capello y la actriz argentina Mónica Valeria Bertuccelli. Por línea paterna, es nieto del titiritero Ariel Bufano y de la actriz y titiritera Adelaida Mangani, y bisnieto del poeta italoargentino Alfredo Bufano. Tiene un hermano menor llamado Vicente, nacido en 2007.
Está en una relación con la cantante y compositora argentina Feli Colina.
Florian, al igual que su padre y su hermano, es fanático del Club Atlético San Lorenzo de Almagro.

## Carrera

### Con Callate Mark
En 2008, mientras Florian cursaba la secundaria en Buenos Aires, formó una banda con sus compañeros Tadeo Luna, Lautaro «Laucha» Rico Gómez y Julián Gondell, a la que decidieron llamar Callate Mark.
En 2013, Callate Mark lanzó su primer sencillo Donde voy como adelanto del próximo álbum debut de la banda. La canción fue compuesta por Florian, y según él, tiene influencias de la canción A Town Called Malice de The Jam y Una ciudad llamada vacío de Los Fabulosos Cadillacs. Al año siguiente, el grupo lanzó su primer álbum Balboa, producido por Vicentico, el padre de Florian.
En 2016, la banda interpretó la canción Enlace en un álbum homenaje de varios artistas a la banda argentina Ratones Paranoicos titulado Ceremonia, Geiser revisita a Ratones Paranoicos, que luego fue lanzado como un sencillo ese mismo año.

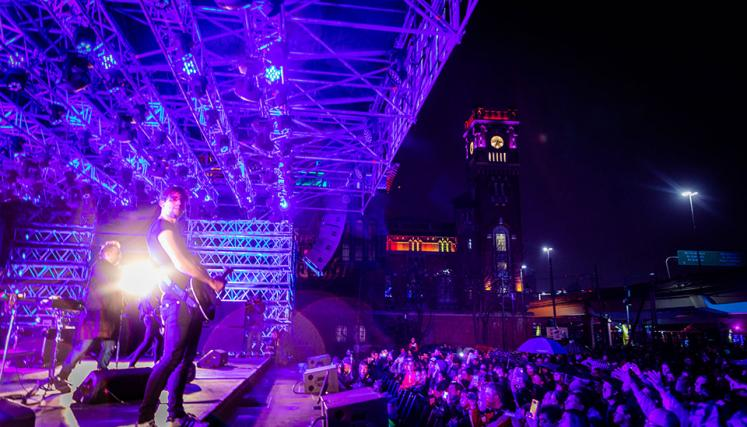
Florian, como parte de Callate Mark, actuando en el festival Ciudad Emergente de 2018.

En septiembre de 2017, la banda lanzó el sencillo Corazón en llamas como adelanto de su próximo álbum. En noviembre lanzan su segundo disco, Todo / nada, producido por Gustavo «Tuta» Torres, bajista de Babasónicos. El álbum fue nominado en los Premios Carlos Gardel como «mejor álbum de rock pesado/punk» en 2018.
Callate Mark anunció su disolución en sus redes sociales en marzo de 2019.

### Con Los Fabulosos Cadillacs
Hijo de Vicentico, cofundador y vocalista de Los Fabulosos Cadillacs, desde temprana edad se involucró en actividades artísticas relacionadas con la banda y la carrera solista de su padre. Apareció en producciones audiovisuales como en el videoclip de 1995 de la versión reggae-ska del tema Strawberry Fields Forever de The Beatles, incluido en el álbum Rey azúcar, donde compartió escena con la cantante estadounidense Debbie Harry. Asimismo, también participó en las grabaciones musicales, a los dos años participó en el coro del tema Niño diamante del disco Fabulosos Calavera, y según una entrevista con Vicentico en 2012, con motivo del lanzamiento de su disco 5, destacó la contribución de Florian en sus producciones comentando que «tocó en varios temas. Él formó parte de todos los discos, pero en éste ya lo hace como un músico más. Antes era más chico y lo hacía como una colaboración».
Durante 2008 y 2009, como parte de la gira Satánico Pop Tour realizada por la banda en promoción del álbum La luz del ritmo y su regreso tras seis años de inactividad, Florian, junto a Astor Cianciarulo, hijo del integrante Flavio Cianciarulo, participó en los conciertos. En las presentaciones, ambos músicos se unieron a la banda para interpretar diversos temas como Yo no me sentaría en tu mesa, perteneciente al álbum Yo te avisé!!, y Nosotros egoístas, del nuevo disco. Además, incluyeron versiones de temas de otras bandas, como The Guns of Brixton de The Clash y Let's Lynch the Landlord de Dead Kennedys. A partir de entonces comenzó a participar activamente en los conciertos del grupo, y en 2015 fue reconocido oficialmente como miembro, asumiendo el rol de guitarrista principal.
El 22 de abril de 2016 se lanzó el EP La salvación de Solo y Juan (primer acto) para promocionar el próximo álbum de Los Fabulosos Cadillacs. Esta producción marcó la primera grabación del grupo en la que Florian contribuyó como guitarrista oficial. Posteriormente, el 27 de mayo del mismo año, se publicó el duodécimo álbum de estudio de la banda, titulado La salvación de Solo y Juan, que fue bien recibido y le valió al grupo los Premios Grammy Latinos al «mejor álbum de rock» y «mejor canción de rock» con el tema La tormenta. Durante la gira promocional del álbum, tocaron en el Hulu Theater at Madison Square Garden de Manhattan el 31 de marzo de 2017, grabando un álbum en vivo que posteriormente fue lanzado el 20 de octubre del mismo año bajo el título En Vivo en The Theater at Madison Square Garden, que ganó el Premio Carlos Gardel al «mejor DVD» en 2018.

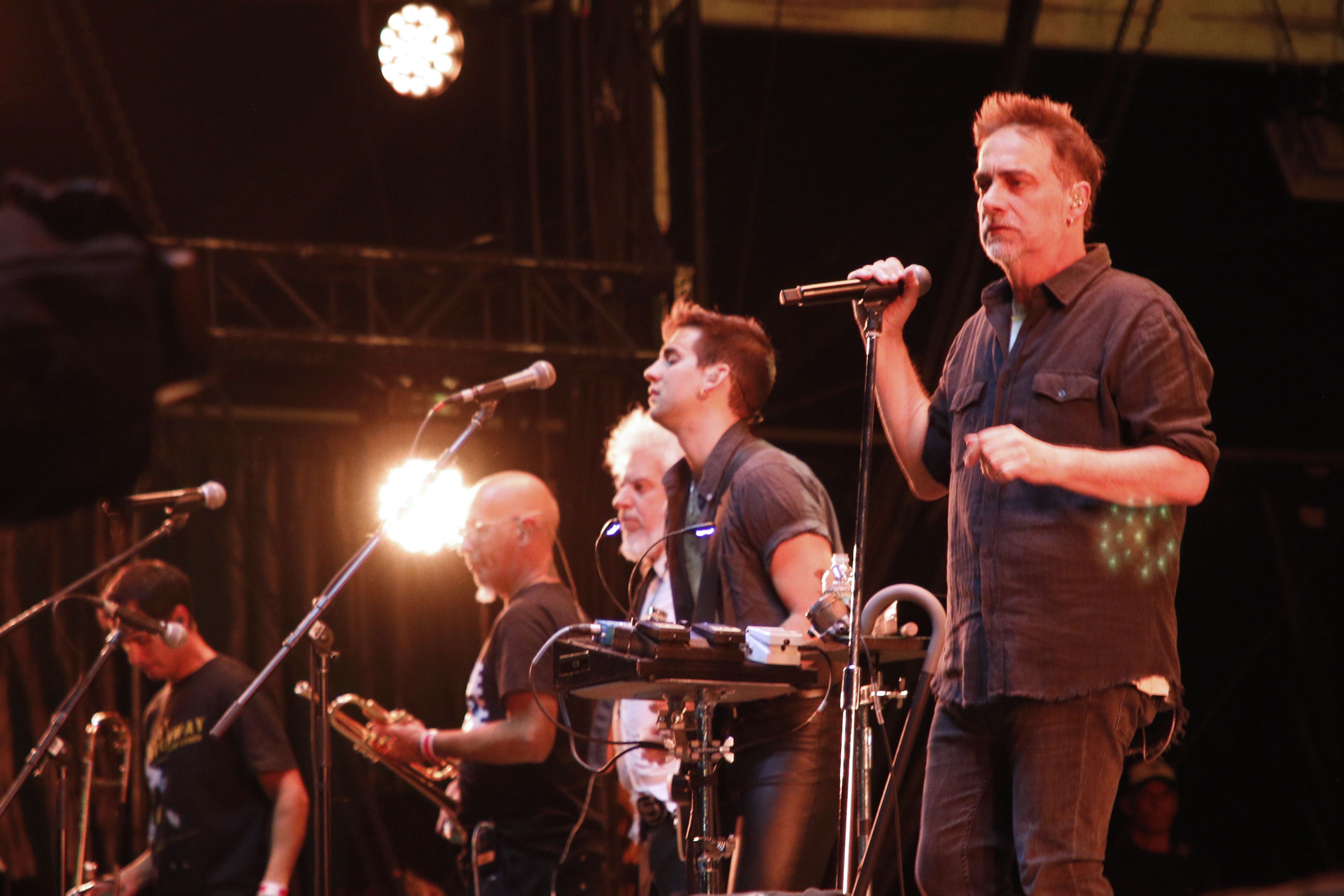
Florian con Los Fabulosos Cadillacs en el concierto gratuito en el Zócalo, 2023.

El 3 de junio de 2023, participó del concierto gratuito que ofrecieron Los Fabulosos Cadillacs en la plaza de la Constitución de la Ciudad de México, conocida popularmente como el Zócalo. Este evento, organizado por el gobierno de la capital, a través de la Secretaría de Cultura, como parte de una serie de conciertos gratuitos en dicho espacio, reunió a más de 300 mil espectadores, cifra que superó el récord de asistencia establecido anteriormente por el grupo mexicano Grupo Firme, que en 2022 había reunido alrededor de 280 mil espectadores.

### Como solista
En mayo de 2019 debutó como solista lanzando el sencillo TKM, por el que sería nominado a «mejor nuevo artista» en los Premios Gardel de 2020. Posteriormente ese año lanzó dos sencillos, La fe en julio, Llorón en agosto, y un doble sencillo, Pude intentarlo y Pánico en octubre, siendo el doble sencillo producido por Gustavo «Tuta» Torres. En noviembre lanzó su primera colaboración con otro artista con el sencillo Mi amor se fue junto a Zoe Gotusso.
En marzo de 2020 lanzaría Canzoni di pianoforte per far piangere l'anima (en español: Canciones de piano para hacer llorar el alma), un sencillo doble que presenta el piano como instrumento principal. Los temas del sencillo son Se fue y Lagrimas, siendo este último únicamente instrumental. En abril lanzó el sencillo Lejos de mí. En mayo lanza una versión en piano de su primera canción, TKM. En octubre lanzó el sencillo Me enamoré muy fácil, una versión en español del tema I Fall in Love Too Easy del trompetista Chet Baker.
El 9 de noviembre, se lanzó el primer episodio de la miniserie web animada Florian y la luna en el canal oficial de YouTube de Florian. La serie fue producida por la compañía La Casa De Al Lado y animada por el estudio Chow Juan. Consta de un total de cuatro episodios, que se publicaron semanalmente desde la fecha de lanzamiento inicial. En la serie, el protagonista, Florian, se enfrenta a una serie de obstáculos, personificados en emociones, que lo someten a superar diferentes pruebas en su camino hacia cumplir su sueño de cantar en la luna.
El 11 de noviembre de 2021, lanzó el sencillo X amor como adelanto de su próximo álbum de estudio debut homónimo. El disco fue lanzado el 30 del mismo mes, siendo producido por el músico Mariano Otero, y constando de ocho temas.
En julio de 2022 lanzó el sencillo Nada, una versión en piano del tango del mismo nombre, seguido de su primer álbum en vivo, FLORIAN en concierto, en septiembre.
En noviembre de 2023 lanzó Condenada, un sencillo en colaboración con su pareja, la cantante Feli Colina.
En 2024, Florian lanzó tres sencillos como adelantos de su próximo álbum, esas canciones fueron Porcelana, lanzada en marzo, La herencia, lanzada en mayo, y Cantor, lanzada en agosto. En agosto también se estrenó la película Culpa cero, dirigida y protagonizada por su madre, Valeria Bertuccelli, en la que participó con su padre y su hermano menor en la creación de la banda sonora y proporcionó su primer sencillo, TKM, para que Feli Colina lo interpretara en estilo bossa nova.
En septiembre lanzó su segundo álbum de estudio, De fábrica, que contó con letras escritas por él y Adrián Dárgelos de Babasónicos, y producido por Gustavo Borner y Gustavo «Tuta» Torres. Una versión extendida del disco fue lanzada el mes siguiente, en octubre, que incluía varias canciones nuevas, algunas de las cuales eran versiones de tango de las canciones incluidas en el álbum original, así como dos colaboraciones adicionales, con Santiago C. Motorizado de Él Mató a un Policía Motorizado en el tema Rincón y con Chechi de Marcos en la canción Fueron tres años, compuesta por Héctor Varela en 1956. Esta versión extendida fue nominada a «mejor álbum rock alternativo» en los Premios Gardel de 2025.

## Discografía

### Con Callate Mark

#### Álbumes
- 2014: Balboa
- 2017: Todo / nada

#### Sencillos
- 2013: Donde voy
- 2016: Enlace
- 2017: Corazón en llamas

### Con Los Fabulosos Cadillacs

#### EPs
- 2016: La salvación de Solo y Juan (primer acto)

#### Álbumes
- 2016: La salvación de Solo y Juan
- 2017: En vivo en The Theater at Madison Square Garden

### Como solista

#### Álbumes
- 2021: X amor
- 2024: De fábrica
- 2024: De fábrica (versión extendida)

#### EPs
- 2022: FLORIAN en concierto

#### Sencillos
- 2019: TKM
- 2019: La fe
- 2019: Llorón
- 2019: Pude intentarlo / Pánico
- 2019: Mi amor se fue (con Zoe Gotusso)
- 2020: Canzoni di pianoforte per far piangere l'anima
- 2020: Lejos de mí
- 2020: TKM - Piano
- 2020: Me enamoré muy fácil
- 2021: X amor
- 2022: Nada
- 2023: Condenada (con Feli Colina)
- 2024: Porcelana
- 2024: La herencia
- 2024: Cantor

## Premios y nominaciones
| Año  | Premio              | Categoría                    | Trabajo Nominado               | Resultado | Ref.   |
| ---- | ------------------- | ---------------------------- | ------------------------------ | --------- | ------ |
| 2020 | Premios Gardel      | Mejor nuevo artista          | TKM                            | Nominado  | [ 28 ] |
| 2024 | Video Prisma Awards | Video latino                 | Condenada (con Feli Colina)    | Nominados | [ 48 ] |
| 2024 | Video Prisma Awards | Sección nuevas miradas       | La herencia                    | Nominado  | [ 48 ] |
| 2025 | Premios Gardel      | Mejor álbum rock alternativo | De fábrica (versión extendida) | Nominado  | [ 47 ] |